# Quintus Marcius Rex (consul en -118)
Pour les articles homonymes, voir Marcius Rex.
Quintus Marcius Rex (ou Martius) est un homme politique de la République romaine, consul en 118 av. J.-C.

## Famille
Il est issu de la gens plébéienne des Marcii qui prétend descendre du roi Ancus Marcius, d'où leur surnom Rex (« roi » en latin).
Il est le fils de Quintus Marcius Rex, préteur urbain en 144 av. J.-C. qui dirige la construction de l'aqueduc de l'Aqua Marcia, édifié de 144 à 140 av. J.-C.
Il est le frère ou le père de Marcia, qui épouse vers 136 av. J.-C. Caius Julius Caesar, simple sénateur, et devient la belle-mère de Caius Marius en 110 av. J.-C. et, par son fils cadet, la grand-mère paternelle de Jules César.
Pendant son consulat, il perd son fils unique, probablement aussi prénommé Quintus. Et Quintus Marcius Rex, consul en 68 av. J.-C., est donc peut-être son petit-fils.

## Biographie
Il est préteur au plus tard en 121 selon les dispositions de la lex Villia.
En 118, il est consul avec Marcus Porcius Cato,. Valère Maxime rapporte ainsi son comportement lors de la mort de son fils : « Q. Marcius Rex l'Ancien [...] perdit un fils d'une grande espérance, modèle de piété filiale, et, pour comble de regrets, son fils unique. Quoique ce coup terrible renversât et anéantît sa famille, il sut néanmoins, par une sagesse profonde, maîtriser tellement sa douleur, que, du bûcher de son fils, il se rendit aussitôt au sénat, et convoqua cette compagnie en vertu de la loi qui prescrivait ce jour-là une assemblée. S'il n'avait pas eu tant de fermeté à supporter l'affliction, il eût été incapable de partager la durée d'un même jour entre les devoirs d'un père malheureux et ceux d'un consul vigilant, sans manquer ni aux uns ni aux autres ».
Son collègue meurt aussi pendant leur mandat,, sans être remplacé. Sous son consulat est fondée à l'ouest du Rhône une colonie qui est appelée de son nom Narbo Martius, (Narbonne). Le jeune Lucius Licinius Crassus, futur orateur de renom, prend part à cette fondation.
À un moment donné dans sa carrière, il propose un projet de loi pour réglementer les taux d'intérêt.
Il se charge de pacifier le Trentin et le Haut-Adige où il combat contre les Stoeni, une tribu ligure au pied des Alpes,. Il les vainc et les quelques guerriers survivant exécutent femmes et enfants avant de se suicider, alors que les prisonniers parviennent aussi à mettre fin à leurs jours pour éviter l'esclavage, au point que ce peuple disparaît,,.
Il obtient à son retour à Rome en 117 les honneurs du triomphe pour sa victoire sur les Ligures,,.